# Јадранска јесетра
Јадранска јесетра (Acipenser naccarii) је зракоперка из реда Acipenseriformes.

## Распрострањење
Ареал јадранске јесетре обухвата већи број држава. Врста је била присутна у Италији, Грчкој, Албанији, Хрватској, Словенији и Црној Гори. Могуће је да је изумрла у дивљини.

## Станиште
Станишта врсте су морски екосистеми, речни екосистеми и слатководна подручја.

## Угроженост
Према Међународној унији за заштиту природе ова врста је критично угрожена и можда изумрла у дивљини.